# Jochen van Aerssen
Jochen van Aerssen, né le 15 avril 1941 à Kevelaer et mort le 19 janvier 1992, est une personnalité politique allemande.

## Biographie
Jochen van Aerssen naît le 15 avril 1941 à Kevelaer.
Il est membre du Bundestag de 1976 à 1983.